# Hoplia mexicana
Hoplia mexicana är en skalbaggsart som beskrevs av Edgar von Harold 1869. Hoplia mexicana ingår i släktet Hoplia och familjen Melolonthidae. Inga underarter finns listade i Catalogue of Life.